# Ferrari F2012
Ferrari F2012 – bolid teamu Scuderia Ferrari na sezon 2012. Został on zaprezentowany 3 lutego 2012 we włoskim mieście Maranello w siedzibie zespołu Ferrari. W roku 2012 ścigali się nim Felipe Massa i Fernando Alonso, który wywalczył tytuł wicemistrzowski.

## Konstrukcja
Zgodnie z przepisami obowiązującymi w sezonie 2012 nakazującymi umieszczenie końcówki nosa nie wyżej niż na wysokości 550 mm na nosie F2012 znalazł się charakterystyczny stopień. Przednie zawieszenie typu pull-rod zastosowane w Ferrari było ostatni raz wykorzystywane w Formule 1 w 2001 roku i początkowo sprawiało liczne problemy, zwłaszcza z balansem, jednak ostatecznie przyniosło korzyści aerodynamiczne. W trakcie sezonu przeprojektowano wydech na wzór bolidu Sauber C31 wykorzystujący efekt Coanda, pozwalający doprowadzić gazy spalinowe do dyfuzora co zwiększało docisk aerodynamiczny generowany przez ten element. Rekompensowało to straty wynikające z zakazu stosowania dmuchanych dyfuzorów stosowanych w sezonie 2011.

## Wyniki w Formule 1
| Legenda oznaczeń w tabelach wyników Wyświetl szablon na nowej stronie | Legenda oznaczeń w tabelach wyników Wyświetl szablon na nowej stronie                                                                     |
| Oznaczenie                                                            | Wyjaśnienie |
| --------------------------------------------------------------------- | --- |
| Złoty                                                                 | Zwycięzca lub mistrzostwo |
| Srebrny                                                               | 2. miejsce lub wicemistrzostwo |
| Brązowy                                                               | 3. miejsce lub II wicemistrzostwo |
| Zielony                                                               | Ukończył, punktował (w klasyfikacji generalnej, gdy zdobył co najmniej jeden punkt na przestrzeni sezonu, poza trzema powyższymi opcjami) |
| Niebieski                                                             | Ukończył, nie punktował (w klasyfikacji generalnej, gdy nie zdobył co najmniej jednego punktu na przestrzeni sezonu)                      |
| Czerwony                                                              | Nie zakwalifikował się (NZ) |
| Czerwony                                                              | Nie prekwalifikował się (NPK) |
| Różowy                                                                | Nie ukończył (NU) |
| Różowy                                                                | Niesklasyfikowany (NS) (w klasyfikacji generalnej, gdy nie został sklasyfikowany w żadnym wyścigu sezonu)                                 |
| Czarny                                                                | Zdyskwalifikowany (DK) |
| Czarny                                                                | Wykluczony (WYK/EX) |
| Biały                                                                 | Nie wystartował (NW) |
| Biały                                                                 | Kontuzjowany (K/INJ) |
| Biały                                                                 | Wyścig odwołany (OD/C) |
| Bez koloru                                                            | Został wycofany (WYC/WD) |
| Bez koloru                                                            | Nie przybył (NP/DNA) |
| Bez koloru                                                            | Nie brał udziału w treningach (NT/DNP) |
| Bez koloru                                                            | Nie został zgłoszony (–) |
| Pogrubienie                                                           | Start z pole position |
| Kursywa                                                               | Najszybsze okrążenie wyścigu |
| †                                                                     | Nie ukończył, ale jego rezultat został zaliczony ze względu na przejechanie więcej niż 90% dystansu wyścigu.                              |
| *                                                                     | Sezon w trakcie |
| 1/2/3                                                                 | Punktowana pozycja w sprincie |
| Lista systemów punktacji Formuły 1                                    | |

| Sezon | Zespół           | Kierowcy        | Wyniki w poszczególnych eliminacjach | Wyniki w poszczególnych eliminacjach | Wyniki w poszczególnych eliminacjach | Wyniki w poszczególnych eliminacjach | Wyniki w poszczególnych eliminacjach | Wyniki w poszczególnych eliminacjach | Wyniki w poszczególnych eliminacjach | Wyniki w poszczególnych eliminacjach | Wyniki w poszczególnych eliminacjach | Wyniki w poszczególnych eliminacjach | Wyniki w poszczególnych eliminacjach | Wyniki w poszczególnych eliminacjach | Wyniki w poszczególnych eliminacjach | Wyniki w poszczególnych eliminacjach | Wyniki w poszczególnych eliminacjach | Wyniki w poszczególnych eliminacjach | Wyniki w poszczególnych eliminacjach | Wyniki w poszczególnych eliminacjach | Wyniki w poszczególnych eliminacjach | Wyniki w poszczególnych eliminacjach | Wyniki kierowców | Wyniki kierowców | Wyniki konstruktora | Wyniki konstruktora |
| Sezon | Zespół           | Kierowcy        | AUS                                  | MYS                                  | CHN                                  | BHR                                  | ESP                                  | MCO                                  | CAN                                  | EUR                                  | GBR                                  | DEU                                  | HUN                                  | BEL                                  | ITA                                  | SGP                                  | JPN                                  | KOR                                  | IND                                  | ARE                                  | USA                                  | BRA                                  | Punkty           | Pozycja          | Punkty              | Pozycja             |
| ----- | ---------------- | --------------- | ------------------------------------ | ------------------------------------ | ------------------------------------ | ------------------------------------ | ------------------------------------ | ------------------------------------ | ------------------------------------ | ------------------------------------ | ------------------------------------ | ------------------------------------ | ------------------------------------ | ------------------------------------ | ------------------------------------ | ------------------------------------ | ------------------------------------ | ------------------------------------ | ------------------------------------ | ------------------------------------ | ------------------------------------ | ------------------------------------ | ---------------- | ---------------- | ------------------- | ------------------- |
| 2012  | Scuderia Ferrari | Fernando Alonso | 5                                    | 1                                    | 9                                    | 7                                    | 2                                    | 3                                    | 5                                    | 1                                    | 2                                    | 1                                    | 5                                    | NU                                   | 3                                    | 3                                    | NU                                   | 3                                    | 2                                    | 2                                    | 3                                    | 2                                    | 278              | 2                | 400                 | 2                   |
| 2012  | Scuderia Ferrari | Felipe Massa    | NU                                   | 15                                   | 13                                   | 9                                    | 15                                   | 6                                    | 10                                   | 16                                   | 4                                    | 12                                   | 9                                    | 5                                    | 4                                    | 8                                    | 2                                    | 4                                    | 6                                    | 7                                    | 4                                    | 3                                    | 122              | 7                | 400                 | 2                   |